# Sterren Springen op Zaterdag
Sterren Springen op Zaterdag (vaak ook aangeduid en vanaf het tweede seizoen als Sterren Springen) is een Nederlands televisieprogramma van SBS6, waarin bekende Nederlanders schoonspringen. Het eerste seizoen begon in augustus 2012 en het tweede in april 2014.
Sterren Springen op Zaterdag wordt rechtstreeks uitgezonden vanuit Nationaal Zwemcentrum de Tongelreep in Eindhoven. De deelnemers trainen voor de uitzending onder begeleiding van ervaren schoonspringers. Tijdens de uitzending worden per deelnemer beelden van de training getoond, waarna de deelnemer live een sprong maakt. De sprong wordt beoordeeld door een driekoppige jury.

## Seizoenen
Op dit moment is zijn er twee seizoenen uitgezonden
| Seizoen | Start            | Finale            | Winnaar        | Runner-up          | Derde           | Presentatie                         | Jury                                                             |
| ------- | ---------------- | ----------------- | -------------- | ------------------ | --------------- | ----------------------------------- | ---------------------------------------------------------------- |
| 1       | 25 augustus 2012 | 15 september 2012 | Liza Sips      | Dirk Taat          | Ralf Mackenbach | Gerard Joling Tess Milne            | Frans van de Konijnenburg Daphne Jongejans Quintis Ristie        |
| 2       | 5 april 2014     | 26 april 2014     | Jeffrey Wammes | Anna-Alicia Sklias | Joey Spaan      | Gerard Joling Kim-Lian van der Meij | Frans van de Konijnenburg Inge de Bruijn Maurice Wijnen (show 3) |

### Seizoen 1 (2012)
De presentatie lag in seizoen 1 in handen van Gerard Joling en Tess Milne. De juryleden waren sportcoach Frans van de Konijnenburg, schoonspringster Daphne Jongejans en presentator Quintis Ristie. In totaal waren er 4 liveprogramma's, waarvan de laatste aflevering de finale is.
De kandidaten werden in twee groepen verdeeld. De ene groep sprong de eerste show en de andere groep de tweede. Wie daarna door waren, sprongen in de halve finale (Hf). Daarbij vielen nog eens 4 kandidaten af, de andere zes mochten springen in de finale.
| Ster                                  | Plaats | Wk 1 | Wk 2 | Wk 3 | Wk 4 |
| ------------------------------------- | ------ | ---- | ---- | ---- | ---- |
| Liza Sips                             | 1      | —    | 8,7  | 8,7  | 9,5  |
| Dirk Taat                             | 2      | 9,0  | —    | 8,0  | 9,2  |
| Ralf Mackenbach                       | 3      | —    | 9,0  | 8,0  | 9,2  |
| Raynor Arkenbout                      | 4      | —    | 7,7  | 7,7  | 8,8  |
| Yuri van Gelder                       | 5      | —    | 9,0  | 8,3  | 8,0  |
| Jody Bernal                           | 6      | 8,7  |      | 9,7  | GS   |
| Patty Brard                           | 7      | 7,3  | —    | 6,7  |      |
| Arijan van Bavel als het typetje Adje | 8      | 7,3  | —    | 5,7  |      |
| Liesbeth Kamerling                    | 9      | 8,0  | —    | 7,3  |      |
| Kelly van der Veer                    | 10     | —    | 7,7  | 5,3  |      |
| Kimberley Klaver                      | 11     | 7,7  | —    | GS   |      |
| Myrthe Mylius                         | 12     | —    | 8,0  |      |      |
| 'Terror' Jaap Amesz                   | 13     | —    | 6,3  |      |      |
| Emile Ratelband                       | 14     | —    | 6,3  |      |      |
| Marian Mudder                         | 15     | —    | 5,0  |      |      |
| Kleine Viezerik                       | 16     | 6,7  |      |      |      |
| Justine Pelmelay                      | 17     | 7,0  |      |      |      |
| Pauline Wingelaar                     | 18     | 6,0  |      |      |      |

 geeft aan welke springers rechtstreeks zijn geëlimineerd.
 geeft aan welke springers in de jump-offs stonden.
Rode cijfers geeft de laagste score aan van elke week.
Groene cijfers geeft de hoogste score aan van elke week.
- Kimberley had haar neus gebroken tijdens het trainen en kon daardoor haar sprong in week 3 niet uitvoeren.
- Hoewel Jody was afgevallen in show 1, mocht hij via de wildcard meedoen. Deze werd ingevoerd wegens Kimberley's uitval.
- Jody had zijn trommelvlies gescheurd tijdens het trainen en kon daardoor zijn sprong in week 4 niet uitvoeren.

Kijkcijfers
| Aflevering                 | Datum             | Kijkcijfers | Kijkd. | Top 25 |
| -------------------------- | ----------------- | ----------- | ------ | ------ |
| Aflevering 1               | 25 augustus 2012  | 1.523.000   | 19,2   | 5      |
| Aflevering 2               | 1 september 2012  | 1.611.000   | 21,6   | 4      |
| Aflevering 3: Halve finale | 8 september 2012  | 1.467.000   | 20,3   | 6      |
| Aflevering 4: Finale       | 15 september 2012 | 1.345.000   | 18,1   | 6      |

### Seizoen 2 (2014)
Na het eerste seizoen maakte Gerard Joling bekend dat er een nieuw seizoen van dit programma komt. Het tweede seizoen wordt gepresenteerd door Kim-Lian van der Meij en Gerard Joling. Tess Milne keert niet terug voor het tweede seizoen. De juryleden zijn sportcoach Frans van de Konijnenburg en zwemster Inge de Bruijn. Het derde jurylid zou aanvankelijk Hans Klok worden, maar wegens andere werkzaamheden kon Klok niet alle vier de shows aanwezig zijn en werd daarom besloten dat het derde jurylid per aflevering verschilt en elke week zou bestaan uit oud-deelnemers. Dit zijn achtereenvolgend de top drie van het vorige seizoen Ralf Mackenbach, Dirk Taat & Liza Sips en Patty Brard die toen die tijd de sprong der sprongen maakte. In de derde aflevering brak Britt Dekker haar kleine teen door een vreugdedans omdat ze in de jump off had gewonnen. Hierdoor kon ze niet meedoen aan de finale, Andy van der Meijde sprong daarom voor haar in de finale.
Op 17 april werd bekendgemaakt dat jurylid Van Konijnenburg een hartaanval had gehad en daarom niet aanwezig was tijdens de derde show. Hij werd tijdens de derde show vervangen door Maurice Wijnen, maar was wel aanwezig tijdens de finale.
| Ster                | Plaats | Wk 1 | Wk 2 | Wk 3 | Wk 4           |
| ------------------- | ------ | ---- | ---- | ---- | -------------- |
| Jeffrey Wammes      | 1      | —    | 29.0 | 28.5 | 24.0+29.0=53.0 |
| Anna-Alicia Sklias  | 2      | —    | 28.0 | 28.0 | 24.5+29.5=54.0 |
| Joey Spaan          | 3      | 23.5 | —    | 25.0 | 25.0+25.5=50.5 |
| Koen Verweij        | 4      | 23.5 | —    | 25.0 | 23.0+22.5=45.5 |
| Andy van der Meijde | 5      | —    | 19.0 | 22.0 | 23.0+24.0=47.0 |
| Lucia Rijker        | 6      | 23.0 | —    | 26.0 | 24.0+21.5=45.5 |
| Britt Dekker        | 7      | —    | 23.0 | 20.0 | GS             |
| Melisa Schaufeli    | 8      | 22.5 | —    | 18.0 |                |
| Dave Roelvink       | 9      | —    | 26.0 | GS   |                |
| Nathalie Makoma     | 10     | —    | 18.0 |      |                |
| Peter Jan Rens      | 11     | —    | 21.0 |      |                |
| Marijke Helwegen    | 12     | —    | 15.0 |      |                |
| Regilio Tuur        | 13     | 23.5 |      |      |                |
| Dennis Overweg      | 14     | 23.0 |      |      |                |
| Femke Meines        | 15     | 20.5 |      |      |                |
| Sylvia Geersen      | 16     | 18.0 |      |      |                |

 geeft aan welke springers rechtstreeks zijn geëlimineerd.
 geeft aan welke springers in de jump offs stonden.
 geeft aan over welke springers in de dive offs stonden.
Rode cijfers geeft de laagste score aan van elke week.
Groene cijfers geeft de hoogste score aan van elke week.
Kijkcijfers
| Aflevering                 | Datum         | Kijkcijfers | Kijkd. | Top 25 |
| -------------------------- | ------------- | ----------- | ------ | ------ |
| Aflevering 1               | 5 april 2014  | 1.040.000   | 16,0   | 7      |
| Aflevering 2               | 12 april 2014 | 1.072.000   | 16,9   | 9      |
| Aflevering 3: Halve finale | 19 april 2014 | 1.171.000   | 18,5   | 5      |
| Aflevering 4: Finale       | 26 april 2014 | 1.030.000   | 14,5   | 10     |

## Verwondingen
Tijdens de show werden door de deelnemers dikwijls verwondingen opgelopen.
- Patty Brard had eerder een bloedende lip en kreeg later een verdraaide knie, verschoven wervels in haar nek, en een stuk van haar tand was afgebroken.[3]
- Emile Ratelband blesseerde zijn schouder, kneusde zijn rechterarm en verrekte zijn triceps.[4]
- Ralf Mackenbach liep een hoofdwond op.[5]
- Jody Bernal liep een hersenschudding en een gescheurd trommelvlies op.[6]
- Britt Dekker brak haar kleine teen.[7]
- Lucia Rijker brak een stuk van haar tand af.[8]
- Kimberley Klaver brak haar neus.[9]
- Justine Pelmelay kneusde twee ribben.[10]
- Adje kwam hard plat op het water terecht en was "rood als een kreeft".[5]

## Internationaal
Op 7 oktober 2012 maakte Eyeworks bekend dat het format van Sterren Springen op Zaterdag verkocht was aan de Amerikaanse zender ABC. In de Verenigde Staten verscheen het programma onder de naam Celebrity Splash. Het programma werd vervolgens aan meerdere landen verkocht, waaronder aan het Britse ITV, waar het Splash! heet en aan het Vlaamse VTM, waar het De Grote Sprong heet.

## Trivia
- Deelnemer Ralf Mackenbach deed na zijn deelnamen mee aan een speciaal duel tegen Tanja Dexters, winnares van de Vlaamse versie, tijdens het Eindhoven Diving Cup in februari 2014. Dexters wist echter van hem te winnen.[12]
- Patty Brard haar deelname aan het eerste seizoen en haar val stonden centraal in de Videoland-dramaserie PATTY.[13]